# Novice, Texas
Novice là một thành phố thuộc quận Coleman, tiểu bang Texas, Hoa Kỳ. Năm 2010, dân số của xã này là 139 người.

## Dân số
- Dân số năm 2000: 142 người.
- Dân số năm 2010: 139 người.